# Psammodesmus cos
Psammodesmus cos är en mångfotingart som beskrevs av Cook 1896. Psammodesmus cos ingår i släktet Psammodesmus och familjen Platyrhacidae. Inga underarter finns listade i Catalogue of Life.